# Ульяновское танковое училище
Ульяновское танковое училище — военное учебное заведение СССР, готовившее командиров танковых войск в 1932—1991 годах. Дислоцировалось в городе Ульяновске.
Полное наименование: Ульяновское гвардейское высшее танковое командное, дважды Краснознамённое, ордена Красной Звезды училище имени В. И. Ленина

## История
В соответствии с приказом Народного Комиссариата по военным делам № 130 в Москве, Петрограде, Твери, Казани и в других городах РСФСР были открыты тринадцать ускоренных курсов по подготовке командиров для пехотных, кавалерийских и артиллерийских частей Красной Армии — Школа взводных инструкторов РККА. Такой курс, в феврале 1918 года, был открыт и в городе Симбирске, в бывшем здании Симбирского кадетского корпуса.
11 июля 1918 года в здании школы прошло заседание исполкома губернского Совета, где был арестован и убит мятежник Муравьёв.
1 ноября 1918 года состоялся первый выпуск красных командиров, прошедших боевую закалку в боях с белочехами и белогвардейцами при обороне и взятии Симбирска.
4 ноября 1918 года приказом Всероссийского Главного штаба с 1 декабря Школа преобразовывалась в Симбирские пехотные командные курсы, на 500 человек по подготовке командиров взводов. Первым заведующим курсами (так он тогда назывался) был назначен Осокин Пётр Павлович.
Летом 1918 года сводный полк Симбирских и Самарских курсов под командованием П. П. Осокина отличился на Южном фронте. За мужество и героизм, проявленные курсантами в боях Гражданской войны, Симбирские и Самарские пехотные командные курсы, одними из первых в Красной Армии, Постановлением ВЦИК от 10.06.1919 года, были награждены орденами Красного Знамени.
Официальное торжественное открытие курсов состоялось 25 декабря 1918 года. 4 мая 1919 года состоялся первый выпуск Симбирских пехотных курсов красных командиров (Симбирские командирские курсы) в количестве 26 человек.
С 1918 по 1923 год на должности командира взвода, роты служил Андреев Владимир Семёнович, будущий советский военачальник, генерал-майор.
6 июля 1920 года приказом Реввоенсовета республики курсы переформировываются в 32-е Симбирские пехотные командные курсы, а в соответствии с приказом ГУВУЗа Красной Армии от 3 мая 1921 года 32-е Симбирские пехотные командные курсы переформированы в военную школу с наименованием 12-я Симбирская школа командного состава с трехгодичным сроком обучения.
С 04.10.1921 года начальником 12-й Симбирской пехотной школы был назначен Лютов Александр Дмитриевич (22.11.1886—1949).
С 1919 по 1923 год в школе служил командиром батальона видный военачальник Гаген Николай Александрович.
С 1923 по 1928 год учебной ротой командовал будущий Герой Советского Союза, Главнокомандующий Военно-воздушными силами СССР, Главный маршал авиации (1959) Вершинин Константин Андреевич.
В связи с сокращением РККА в январе 1923 года в школу вливаются Самарские пехотные командные курсы. Приняв орден Красного Знамени от Самарских курсов, 12-я Симбирская пехотная школа комсостава стала именоваться дважды Краснознамённой.
Приказом Реввоенсовета (РВС) СССР № 99 от 28 января 1924 года, в связи со смертью В. И. Ленина и переименования Симбирска в Ульяновск, 12-й Симбирской дважды Краснознамённой пехотной школе комсостава, одной из первых школ советских красных командиров, было присвоено наименование — «12-я Ульяновская дважды Краснознамённая школа командного состава имени Владимира Ильича Ленина».
В 1929 году рядом стоящая Троицкая церковь была закрыта, а здание передано военному училищу и использовалось как спортивный зал, сломана около 1970 года.
В октябре 1930 года на должность командира батальона курсантов был назначен Шкодунович Николай Николаевич.
Осенью 1931 года Школа была преобразована в 12-ю Ульяновскую дважды Краснознамённую стрелково-артиллерийскую школу имени Ленина.
С октября 1931 года в должности командира взвода артиллерийского дивизиона Краснознамённого пехотного училища назначен Малыгин Константин Алексеевич, а в январе 1933 года — на должность помощника командира дивизиона училища.
С 1931 до декабря 1932 года в школе работал шофёром будущий Герой Советского Союза Герасимов Николай Семёнович.

## УБТШ — УТУ
В апреле 1932 года 12-я Ульяновская дважды Краснознамённая стрелково-артиллерийская школа была переформирована в Ульяновскую дважды Краснознамённую бронетанковую школу имени В. И. Ленина с полной заменой профиля подготовки.
С 1 июня школа приняла первые спецнаборы курсантов-коммунистов и приступила к подготовке командиров танков и танковых взводов. Школа была укреплена командными кадрами: помощниками командиров рот по техчасти из Московской школы, преподавателями-техниками с Ленинградских бронетанковых курсов.
В окрестностях села Поливно были созданы танкодром, автодром и танковый полигон.
К весне 1933 года школа была перевооружена с Т-18 (МС-1) на танки БТ и имела вполне удовлетворительную учебно-материальную базу.
В ноябре 1933 года был произведён первый выпуск командиров-танкистов (191 командир).
Для усиления военно-технической и общеобразовательной подготовки курсантов в феврале 1934 года издан приказ РВС СССР об увеличении с 3-х до 3,5 лет срока обучения в бронетанковых и других технических школах.
В апреле 1936 года приказом Народного комиссара обороны (НКО) СССР школа преобразована в Ульяновское дважды Краснознамённое танковое училище имени В. И. Ленина.
К 1937 году Ульяновское танковое училище вышло на 1-е место среди танковых училищ в Красной Армии.
В 1938 — 1939 году старшим преподавателем тактики был будущий Герой Советского Союза (8.09.1945) Зданович, Гавриил Станиславович.
С 1940 по 1944 год молодое поколение воспитывал Герой Советского Союза (7.04.1940) Андрей Филиппович Зинин.

## В годы Великой Отечественной войны
В первые дни Великой Отечественной войны, на основании приказа командующего войсками Приволжского военного округа (ПриВО) от 26 июня 1941 года, в училище началось формирование танкового батальона из числа лучших командиров, политработников и курсантов. А утром 27 июня батальон под командованием капитана Дорошкевича Н. А. в составе 156 человек и 24 танков (КВ, Т-34 и БТ) отбыл в действующую армию. 1 июля 1941 года батальон выгрузился на ст. Красное и вскоре в составе 5-й механизированного корпуса вступил в бой в районе города Лепель.
Танкисты—ульяновцы показали высокую боевую выучку, героизм и мужество, проявили особую доблесть в каждом бою.
13 сентября 1941 года, после двух месяцев непрерывных боёв, курсанты и командиры Ульяновского танкового батальона были отозваны с фронта и направлены снова в училище.
15 сентября 1941 года, в связи с эвакуацией Минского Краснознамённого танкового училища имени М. И. Калинина в Ульяновск, станет называться 2-е Ульяновское танковое училище , директивой ГШ КА № 638/орг от 3 июля 1941 года, Ульяновское танковое училище было переименовано в 1-е Ульяновское дважды Краснознамённое танковое училище имени В. И. Ленина.
Срок обучения в училище был сокращён до шести-девяти месяцев. При училище были созданы трёхмесячные курсы по подготовке автотехников, переподготовки общевойсковых командиров и политработников на командиров танковых взводов. В короткие сроки были разработаны новые учебные программы, проведена большая работа по переустройству материальной базы, совершенствованию полевой выучки, умению обслуживать технику и повышать её надежность.
Благодаря большому кропотливому труду командования и преподавателей уже во второй половине 1941 года училище произвело пять ускоренных выпусков, дав бронетанковым и механизированным войскам 536 командиров-танкистов, 138 военных техников и 32 автотехника. Всего с 22 июня 1941 года по 1 января 1942 года было выпущено 767 человек. Зимой 1941—1942 годов училище стало одной из крупнейших кузниц командных кадров для бронетанковых и механизированных войск Красной Армии.
С июня 1941 года до 1944 года служил инструктором будущий полный кавалер ордена Славы Халитов Рустэм Касимович.
С 1 февраля 1942 года училище перешло на новый профиль подготовки командиров тяжёлых танков КВ, а с сентября 1942 года — на подготовку командиров танков Т-34.
В мае—августе 1943 года 10 преподавателей, выпускники-отличники и часть курсантов училища были переведены во вновь формируемое Соликамское танковое училище.
В июне 1943 года училище отметило своё 25-летие. В ознаменование 25-й годовщины училища, за выдающиеся успехи в деле подготовки командных кадров для танковых войск и боевые заслуги перед Родиной, 28 июня 1943 года приказом Народного комиссара обороны Союза ССР № 252 училище было преобразовано в «Гвардейское» и Указом Президиума Верховного Совета СССР от 8 июля 1943 года награждено орденом Красной Звезды и стало называться 1-е Ульяновское гвардейское дважды Краснознамённое, ордена Красной Звезды танковое училище имени В. И. Ленина.
1943 год училище завершило, по итогам боевой и политической подготовки, в числе лучших военных училищ Вооружённых Сил СССР, а среди танковых УВУЗ ГАБТУ КА, как и в предыдущем году, заняло первое место.
На завершающем этапе войны 1-му Ульяновскому гвардейскому танковому училищу, как одному из лучших, была поручена подготовка командиров тяжёлых танков ИС-2 для укомплектования гвардейских танковых частей.
За время Великой Отечественной войны училище произвело 52 выпуска, подготовив для фронта 9860 офицеров-танкистов.

## Послевоенные годы
В послевоенные годы по профилю среднего училища (выпуски 1945—1969 годов) было произведено 22 выпуска и подготовлено 4300 офицеров—танкистов.
Приказом Министра обороны СССР № 0130 от 12.07.1960 года 1-е Гвардейское Ульяновское дважды Краснознаменное ордена Красной Звезды танковое училище имени В. И. Ленина, в связи с расформированием 2-го Ульяновского танкового училища имени М. В. Фрунзе, было переименовано в Ульяновское гвардейское дважды Краснознаменное ордена Красной Звезды танковое училище имени В. И. Ленина, а с 10 января 1963 года изменен профиль подготовки командиров взводов с тяжелых танков на средние танки.
4 декабря 1965 года приказом Министра обороны СССР № 0298, в связи с возросшими требованиями к подготовке офицеров, Ульяновское танковое училище было преобразовано в Ульяновское гвардейское высшее танковое командное дважды Краснознамённое, ордена Красной Звезды училище им. В. И. Ленина (УГВТКУ). Курс обучения был увеличен с трёх лет до четырёх. В 1970 году был произведен первый выпуск офицеров с высшим военным специальным образованием.
Всего за годы существования Ульяновского училища с 1919 по 1991 год основной курс обучения закончили более 25 тысяч человек, в том числе по высшему профилю 6 тысяч человек. Здесь учились 107 курсантов, ставшие Героями Советского Союза, три — Героями Социалистического Труда, 9 — Героями Российской Федерации и один — Героем Украины . Более 180 маршалов и генералов получили военные знания в этом училище и один губернатор области.
В июне 1991 года был произведен последний — 141-й выпуск офицеров.
Постановлением Кабинета Министров СССР от 11 июля 1991 года № 463 «О создании Ульяновского и Бишкекского суворовских военных училищ» и приказа МО СССР № 395 от 9 сентября 1991 года училище было переформировано в Ульяновское суворовское военное училище, которое унаследовало награды и гвардейское наименование Ульяновского танкового училища. С 2011 года Суворовское училище размещается по адресу: ул. Карла Маркса, 39а, бывшее Ульяновское высшее военно-техническое училище, а на территории бывшего Кадетского корпуса — Танкового училища Ульяновский областной краеведческий музей имени И. А. Гончарова планирует создание нового музейного комплекса.

## Начальники училища
- 1918—1921 — Осокин, Пётр Павлович, первый заведующий курсами.
- 1921—1930 — Лютов, Александр Дмитриевич,
- 1930—1934 — Жабин, Николай Иванович, комбриг
- 1934—1936 — Духанов, Михаил Павлович, комбриг
- 1936—1940 — Шуров, Пётр Евдокимович, комбриг
- 1940—1941 — Шабалин, Родион Никанорович, полковник
- 1941—1946 — Кашуба, Владимир Несторович, Герой Советского Союза, генерал-лейтенант танковых войск
- 1946—1948 — Синенко, Максим Денисович, генерал-лейтенант танковых войск
- 1948—1950 — Демчук, Иван Нестерович, генерал-майор танковых войск
- 1950—1959 — Пушкарёв, Сергей Филиппович, Герой Советского Союза, генерал-майор танковых войск
- 1959—1966 — Мельников, Пётр Андреевич, Герой Советского Союза, генерал-майор танковых войск
- 1966—1977 — Табакин, Владимир Львович, генерал-майор танковых войск[25]
- 1977—1987 — Курчавов, Вадим Михайлович, генерал-майор танковых войск
- 1987—1991 — Пчелинцев, Владимир Иванович, генерал-майор

## Известные выпускники
См. Выпускники Ульяновского гвардейского высшего военного танкового командного училища имени В. И. Ленина
- КПП УТУ.Фасад здания УТУ.Парадный вход в здание УТУ.Здание УТУ.Андреев, Владимир Семёнович (вып. 1918 г.).
- Афанасьев, Фёдор Степанович (вып. 1924 г.).
- Андрющенко, Сергей Александрович (вып. 1932).
- Билютин, Кондратий Васильевич (вып. 1920 г.).
- Богданов, Хамзя Салимович (вып. 1926 г.).
- Волков, Александр Александрович (вып. 1941).
- Голосов, Дмитрий Николаевич (вып. 1931).
- Грызлов, Фёдор Иванович (вып. 1927).
- Герасименко, Степан Иванович (вып. 1926).
- Жернаков, Илья Александрович (вып. 1926).
- Иванов, Виктор Александрович (вып. 1929).
- Капралов, Пётр Михайлович (вып. 1928).
- Казанкин, Александр Фёдорович (вып. 1921 г.).
- Кацурин, Василий Иванович (вып. 1932).
- Кирпичников, Владимир Васильевич (вып. 1925 г.).
- Кузнецов, Михаил Дмитриевич (вып. 1932).
- Климахин, Сергей Ефимович (вып. 1920 г.).
- Ксенофонтов, Александр Сергеевич (вып. 1919 г.).
- Курочкин, Виктор Александрович (с 23.06.1942 по 1.03.1943 гг. был курсантом училища).
- Липачёв, Пётр Павлович (вып. 1930 г.).
- Луцкевич, Иван Лукич (вып. 1926).
- Мохин, Иван Васильевич (вып. 1925 г.).
- Немцов, Павел Николаевич (учился до 1991 года, после переформирования — в Ташкентском высшем танковом училище).
- Обыденкин, Иван Васильевич (вып. 1926 г.).
- Петренко, Василий Яковлевич (вып. 1932).
- Пискунов, Дмитрий Григорьевич (вып. 1926 г.).
- Пустовалов, Алексей Михайлович  (с 1942 по 05.1943 гг. был курсантом училища).
- Хорошев, Пётр Иванович (вып. 1923).
- Чернышенко, Виктор Семёнович (вып. 1943).

## Награды училища
- орден Красного Знамени — 10.06.1919 — Постановление ВЦИК , за мужество и героизм проявленные курсантами на Южном фронте
- орден Красного Знамени — (10.06.1919) в 1.1923 — По преемственности, от Самарских пехотных командных курсов
- «имени В. И. Ленина» — 28.01.1924 — Приказ РВС СССР № 99, присвоено по случаю смерти В. И. Ленина
- «Гвардейское» — 28.06.1943 — Приказ НКО СССР № 252, в ознаменование 25-годовщины училищу
- орден Красной Звезды — 8.07.1943[16] — Указ ПВС СССР, в ознаменование 25-годовщины училищу
- «Юбилейный почётный знак в ознаменование 50-летия образования Союза ССР» — 1972 — Постановление СМ СССР. за высокие достижения.

## Память
- В 1975 году у входа в «Парк Победы» г. Ульяновска был установлен памятник «Героям-танкистам УТУ».
- 5 сентября 2018 года Почта России выпустила почтовую карточку посвящённую 100-летию УТУ и специальный памятный почтовый штемпель[26].
- В честь 100-летнего юбилея училища 6 сентября 2018 года у КПП Суворовского училища была открыта Стела Героев УГВТКУ, а 7 сентября прошло торжественное мероприятие по закладке капсулы с посланием к потомкам, которая должна быть вскрыта через 50 лет в 150-летний юбилей училищу (2068 г.)[27].

- Послание потомкам к 100-летию танкового училища (вскрыть 09.09.2068).
- Памятник героям-танкистам. Танк ИС-3 Ульяновского танкового училища. 1975 год (Парк Победы).
- ХМК РФ, 2018. 100 лет УТУ.

## Факты
- Летом 1932 года, в качестве руководителя немецкой комиссии, школу посетил Хайнц Вильгельм Гудериан (1888 — 1954), немецкий полководец и военный теоретик, генерал-полковник, родоначальник танков как рода войск, изобретатель тактики блицкрига. Кроме УБТШ немецкий полководец побывал и в танковой школе «Кама» [28][29].
- В октябре 1944 года танковая колонна «Гвардеец» из 10 танков ИС-2, поступила на вооружение 57-го гв. отд. тпп, 3-й гв. ТА. Средства собрали  среди курсантов, вольнонаёмных и л/с 1-го гв. Ульяновского танкового училища им. В. И. Ленина. В январе 1945 г. эти машины наступали с Сандомирского плацдарма, участвовали в штурме Берлина и освобождении Праги, а её экипажи были укомплектованы лучшими офицерами и курсантами Ульяновского гвардейского танкового училища[10][30].
- С 1961 по 1966 года в училище существовала футбольная команда УГКТУ им. Ленина (Ульяновск) / «Салют» (Ульяновск), которая участвовала в Чемпионате Ульяновской области по футболу и в Кубке Ульяновской области по футболу[31][32].
- В 2016-2017 году состоялся Турнир Лиги Содружества среди выпускников военных училищ, в котором приняла участие ф/к ГУКТУ[33].

## Галерея
- Знамя училища
- Главный вход в здание училища
- Выставка военной техники во дворе училища
- Мемориальная доска, открытая в день празднования 95-летия училища
- Стела героев
- Нарукавный знак (1960 - 1991).
- Нагрудный знак на комбинезон танковые войска СВ ВС СССР.
- Диплом с отличием лейтенанта Смазилкина В.С., 1943 г.
- Памятная доска на здании УТУ.

- Стела с именами Героев УТУ.
- Мемориальная доска на здании УТУ о Муравьёвском мятеже.
- Мемориальная доска на здании УТУ о Сам. губ. ревкоме.
- Мемориальная доска на здании УТУ.
- Мемориальная доска на здании УТУ.
- Мемориальная доска на здании УТУ - Сим. Жел. дивизии.